# Amerikai pite 2.
Az Amerikai pite 2. (eredeti cím: American Pie 2) 2001-ben bemutatott amerikai tinivígjáték, az Amerikai pite filmek második darabja. Az első rész történései után egy évvel játszódik, az immár egyetemista srácok újabb kalandjait mutatja be. Ez az epizód lett pénzügyileg a legsikeresebb.

## Történet
Jim (Jason Biggs), Kevin (Thomas Ian Nicholas), Oz (Chris Klein), és Finch (Eddie Kay Thomas) első egyetemi évük végén hazatérnek East Great Falls városába a nyári szünetre. Ismét részt vesznek egy partin Stifleréknél (Seann William Scott), de csalódottan veszik tudomásul, hogy a fiatalabb lányoknak nem jönnek be, ráadásul a bulinak is véget vet a rendőrség. Kevinnek emellett meg kell küzdenie egy új problémával: Vicky szeretne a barátja maradni, de ő inkább újra össze akarna vele jönni. Kétségbeesésében felhívja a bátyját, aki azt tanácsolja, hogy a nyári szünetre menjenek le a srácokkal a Grand Harbor melletti nyaralóba, és bulizzanak sokat. Ez elég sokba kerülne, ezért kénytelenek magukkal vinni Stiflert is, majd munkát vállalnak, mint házfestők. Az egyik ház festése során Stifler behatol a két tulajdonos lány (Denise Faye és Lisa Arturo) lakásába, mert azt hiszi, hogy leszbikusok. Jim és Finch követik őt, de mind lelepleződnek. A lányok azt kérik tőlük, hogy ők is csináljanak hasonló homoerotikus dolgokat, mint amit szerintük ők, a leszbikusok csinálnak. Oz és Kevin walkie-talkie-n keresztül figyelik döbbenten az eseményeket, amit egy hiba folytán a fél városban hallhatnak (hasonlóan az első rész webkamerás poénjához).
Ezután elhatározzák, hogy egy hatalmas partit szerveznek a házban. Közben azonban zajlanak az események. Nadia (Shannon Elizabeth) is szeretne eljönni a buliba, és sokat vár Jimtől. Jim kétségbeesésében egy olyan lánytól kér tanácsot, aki talán segíthet neki – Michelle-től (Alyson Hannigan), aki közben épp a zenetáborban van. Jimet tévedésből egy fogyatékos zenésznek hiszik a táborban, de a közönség előtt meglepően helytáll. Aznap este Stifler egyik pornófilmjét akarja megnézni, de a síkosítót véletlenül összekeveri a pillanatragasztóval, aminek köszönhetően végül a kórházban köt ki. Nem elég, hogy az orvosok szerint legalább egy hét, míg a pénisze rendbejön, de még Nadja is korábban felbukkan. Hogy húzza az időt, eljátssza, hogy járnak Michelle-lel, majd mikor meggyógyult, jelképesen szakítanak. Michelle azonban időközben tényleg szerelmes lett.
Közben Oz magányos, és hiányzik neki a barátnője, Heather (Mena Suvari), aki Spanyolországban van éppen. Telefonos szexszel próbálkoznak, de ez többször sem vezet eredményre. Közben Finch elsajátította a tantrikus szex művészetét, s képes az orgazmust órákra elnyújtani. Mindvégig csak Stifler mamájára (Jennifer Coolidge) vár, és azt hiszi, hogy ő érkezik meg egy nap, de a jövevény csak Stifler öccse, Matt (Eli Marienthal), aki béna módon próbálja meghódítani a lányokat.
Végül elindul a hatalmas parti. Kevin boldog, mikor találkozik Vickyvel, de csalódik, mikor meglátja az új fiúját, s inkább kimegy a tópartra. Oz, Finch, és Jim is követik őt, és ráébresztik, hogy olyan, mint a szalagavató buli éjjele volt, már nem lehet többé, de lehet más. Mindannyian visszamennek a házba, ahol már ott van Heather is, Stifler pedig megismerkedik a leszbikus párossal, akikről kiderül, hogy biszexuálisok. Jim találkozik Nadjával, s felmennek a közeli világítótoronyba. Itt azonban, mielőtt bármi is történne, a fiú rájön, hogy Michelle-t szereti, és elrohan a zenetáborba, ahol elnyeri a szerelmét. Nadja pedig a szerencsétlen Sherman (Chris Owen) karjaiban köt ki, mivel neki furcsa módon bejön a "Sherminátor" csajozós szövege. A buli estéjén mindenki szeretkezik a saját párjával, Finch azonban csak a rákövetkező napon tud, amikor Stifler mamája váratlanul felbukkan.

## Szereplők
| Szerep                         | Színész             | Magyar hang      |
| ------------------------------ | ------------------- | ---------------- |
| James Emmanue 'Jim' Levenstein | Jason Biggs         | Hevér Gábor      |
| Nadia                          | Shannon Elizabeth   | Csondor Kata     |
| Michelle Flaherty              | Alyson Hannigan     | Simonyi Piroska  |
| Steve Stifler                  | Seann William Scott | Gáspár András    |
| Paul Finch                     | Eddie Kaye Thomas   | Minárovits Péter |
| Kevin 'Kev' Myers              | Thomas Ian Nicholas | Crespo Rodrigo   |
| Chris 'Oz' Ostreicher          | Chris Klein         | Stohl András     |
| Victoria 'Vicky' Lathum        | Tara Reid           | Vadász Bea       |
| Heather                        | Mena Suvari         | Molnár Ilona     |
| Jessica                        | Natasha Lyonne      | Timkó Eszter     |
| Mr. Levenstein – Jim apja      | Eugene Levy         | Rosta Sándor     |
| Mrs. Levenstein – Jim anyja    | Molly Cheek         | Csere Ágnes      |
| Chuck Sherman                  | Chris Owen          | Breyer Zoltán    |
| Danielle                       | Denise Faye         | F. Nagy Erika    |
| Amber                          | Lisa Arturo         | Ősi Ildikó       |
| Stifler mamája                 | Jennifer Coolidge   | Orosz Anna       |

## Forgatás és fogadtatás
A filmet 2001. február 14-én kezdték el forgatni, egészen április 27-ig. A nyitóhétvégén 45 millió dolláros bevételt hozott, és megelőzte a szintén ekkor debütáló "Csúcsformában 2" című filmet. Világszerte összesen 287 millió dollárt hozott, ezzel a széria legsikeresebb darabja lett.
A kritikai fogadtatás az első részhez hasonlóan vegyes lett. A Rotten Tomatoes-on 52%-on áll, mely oldal szerint nem olyan eredeti és nem is olyan vicces, mint az első rész. A Metacritic-en is mindössze 43%-ot kapott. Roger Ebert 3 csillagot adott rá a 4-ből.

## Vágatlan változat
A filmben néhány jelenetből kivágtak pár dolgot, mely részben a korhatáros besorolás, részben a cselekmény pörgősebbé tétele miatt volt indokolt. Később, amikor megjelent DVD-n a film, ezek mind visszakerültek:
- Oz és Stifler egyetemi jelenete hosszabb: a tanáruk bejelenti, hogy zárthelyit írnak, amire Stifler nem volt felkészülve.
- Stifler bulijában egy másik kameraállásból mutatják, ahogy megszégyeníti Shermant. Ezután két középiskolás srác érkezik, akik megdicsérik Stiflert a buliért. Ő azonban beszól nekik, hogy középiskolás csajokat akart hívni, nem ilyen lúzereket. Válaszul azok felemlegetik neki Finch és az anyja között történteket, mire mindkettejüket kidobja a buliból.
- Amikor Oz is megérkezik Stifler bulijába, a házigazda megpróbálja rávenni, hogy a régi Casanovás énjének megfelelően csajozzon. Ő azonban kijelenti, hogy már megváltozott. Amikor Stifler be akarja mutatni őt egy lánynak, udvariasan elhárítja a kínálkozó alkalmat.
- Stiflerék háza előtt két rendőr ellenőrzi a parkoló autókat, és úgy döntenek, felszámolják a bulit.
- Amikor Vicky és Jessica a ruhaboltban beszélgetnek a hármas szabályról, a jelenet egy kicsivel hosszabb lett.
- A házfestés közben Stifler tovább piszkálja Ozt, véleménye szerint Heather Európában már rég lefeküdt valami ottani fickóval.
- Amikor behatolnak a két leszbikus lány házába, és elrejtőznek a szekrényben, Finch félreérthető mozdulatot tesz Stifler felé kukkolás közben. Aztán Stiflernek eszébe jut, hogy a műpéniszt tulajdonképpen a másik szobából vette el.
- A walkie-talkie-n bejelentkező kamionsofőr az akció közben megjegyzi, hogy ez az egész olyan, mint az a két transzvesztita, akit még Biloxiban szedtek fel.
- A két lány jóval hosszabban és érzékibben izgatja egymást, mielőtt újra szívességet kérnének a fiúktól. Majd miután azok elszaladtak, bejelentik a walkie-talkie-n, hogy folytatják a műsort, a hallgatóság nagy örömére.
- A zenetábor táborvezetőjét közelebbről is mutatják, ahogy játszani kezd az előzőleg Jim hátsó felébe dugott trombitán.
- Miután Jim összekente magát pillanatragasztóval, a kórházi várakozás jelenete hosszabb lett. A kínos csend helyett az apja felhívja a figyelmét a ragasztók veszélyeire, mire Jim bevallja, hogy azt hitte, síkosító. Egy tolószékes nő meglátja a pornókazettát a kezéhez ragadva, és elkezd méltatlankodni. Jim apja ezen annyira feldühödik, hogy végül kikiabálja, mi történt a fiával.
- A legutolsó zenetábori jelenetben egy pillanat erejéig újra felbukkan a táborvezető.

## Filmzene
| 1. Libra presents Taylor – "Anomaly (Calling Your Name)" 2. Transmatic – "Blind Spot" 3. American Hi-Fi – "Flavor of the Weak" 4. "Gladiator March" 5. "Georgia On My Mind" 6. Hoi Polloi – "On My Mind" 7. Ali Dee – "In and Out" 8. Weezer – "Hash Pipe" 9. "El Cumbanchero" 10. "Spanish Flea" 11. Michelle Branch – "Everywhere" 12. Alien Ant Farm – "Smooth Criminal" 13. The Offspring – "Want You Bad" 14. Toilet Boys – "Another Day In the Life" 15. The Afghan Whigs – "Something Hot" 16. New Found Glory – "Hit or Miss" 17. Lit – "Last Time Again" 18. Sum 41 – "In too Deep" 19. Sum 41 – "Fat Lip" 20. "The Terminator Theme" | 1. Lucia Cifarelli – "I Will" 2. Blink 182 – "Everytime I Look For You" 3. 3 Doors Down – "Be Like That" 4. The Lemonheads – "Mrs. Robinson" 5. Lit – "Place in the Sun" 6. Oleander – "Bruise" 7. Oleander – "Halo" 8. Uncle Kracker – "(I'm Gonna) Split This Room In Half" 9. Green Day – "Scumbag" 10. American Hi-Fi – "Vertigo" 11. Alien Ant Farm – "Good (For a Woman)" 12. Jettingham – "Cheatting" 13. Angela Ammons – "Always Getting Over You" 14. Fennix Tx – "Phoebe Cates" 15. Flying Blind – "Smokescreen" 16. The Exit – "Susan" 17. Pushover – "Will I" 18. Left Front Tire – "Bring You Down" 19. Witness – "Here's One For You" |

## Díjak, jelölések
| Év   | Díj                   | Kategória                                               | Jelölt                                                           | Eredmény |
| ---- | --------------------- | ------------------------------------------------------- | ---------------------------------------------------------------- | -------- |
| 2002 | ASCAP Award           | Top Box Office Films                                    | David Lawrence                                                   | Elnyerte |
| 2002 | Canadian Comedy Award | Film – Nagyon vicces férfi alakítás                     | Eugene Levy                                                      | Elnyerte |
| 2002 | MTV Movie Award       | Legjobb csók                                            | Jason Biggs Seann William Scott                                  | Elnyerte |
| 2002 | MTV Movie Award       | Legjobb komikus alakítás                                | Seann William Scott                                              | Jelölve  |
| 2002 | MTV Movie Award       | Best Line                                               | Jason Biggs "Yeah, I kind of superglued myself, to, uh, myself." | Jelölve  |
| 2002 | Teen Choice Award     | Film – Choice Movie Your Parents Didn't Want You To See |                                                                  | Elnyerte |
| 2002 | Teen Choice Award     | Film – Choice Movie, Comedy                             |                                                                  | Elnyerte |
| 2002 | Teen Choice Award     | Film – Choice Sleazebag                                 | Seann William Scott                                              | Elnyerte |
| 2002 | Teen Choice Award     | Film – Choice Actor, Comedy                             | Jason Biggs                                                      | Jelölve  |
| 2001 | Bogey Award in Platin |                                                         | UIP (gyártó)                                                     | Elnyerte |